# Radeče
Radeče (německy Ratschach) jsou město a správní středisko stejnojmenné občiny ve Slovinsku v Posávském regionu. Leží u řeky Sávy, asi 67 km východně od Lublaně. Žije zde přibližně 2 000 obyvatel.
Městem prochází silnice 5. Sousedními městy jsou Hrastnik, Laško, Sevnica a Trbovlje.

## Historie

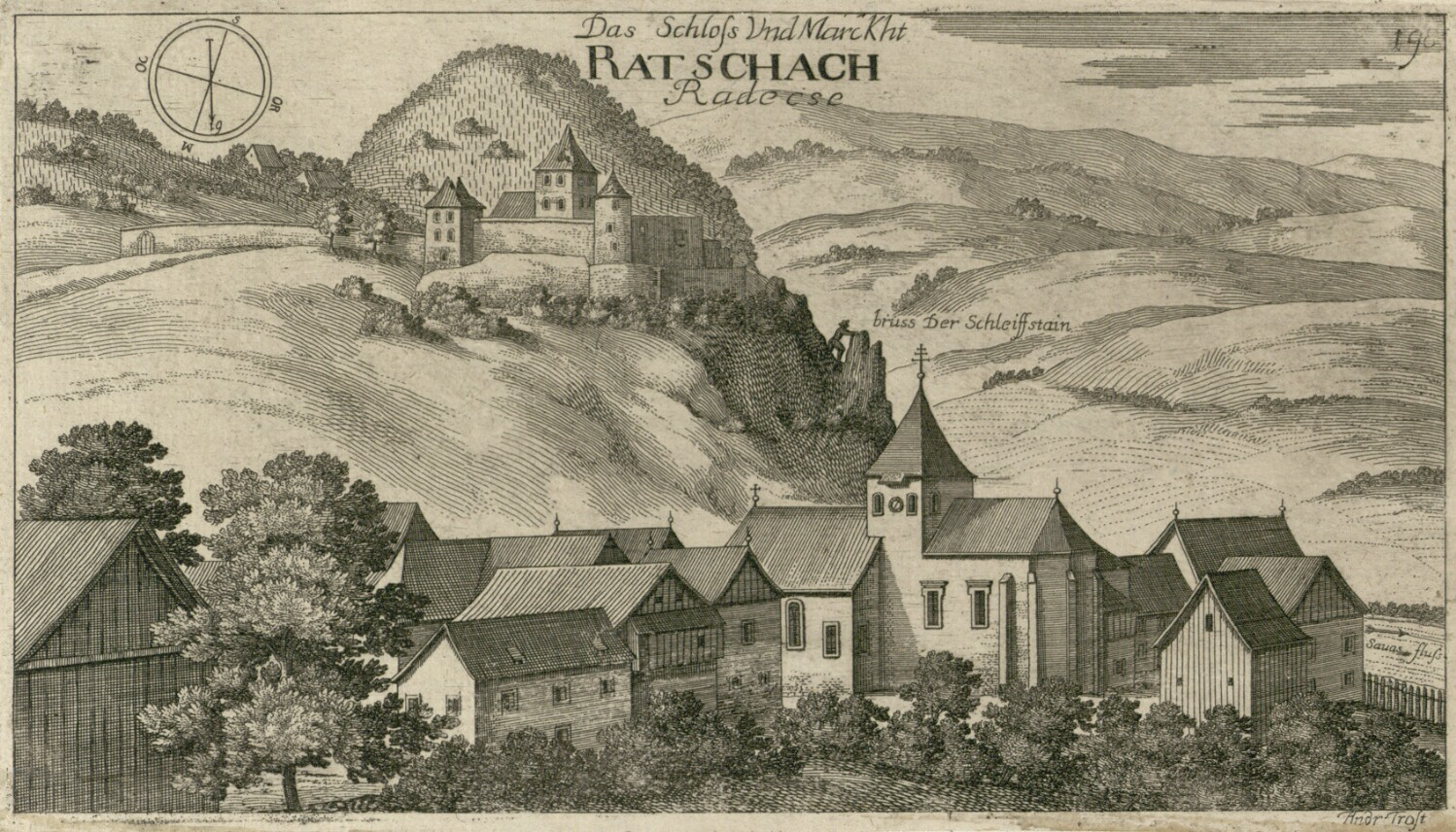
Radeče na rytině ze 17. století, Johann Weikhard Valvasor

Archeologické nálezy z doby raného středověku dosvědčují slovanské osídlení od 8. století. První písemná zmínka  pochází z roku 1297, kdy již stál hrad. Roku 1338 bylo městu uděleno tržní právo.
V letech 1809 až 1918 bylo město součástí Rakouské monarchie (Předlitavsko), v okrese Gurkfeld (Krško), jedno z 11 okresních měst Kraňska. V roce 1925 král Alexandr Radečím udělil svým dekretem městská práva. V roce 1994 se  Radeče straly sídlem Občiny Radeče.

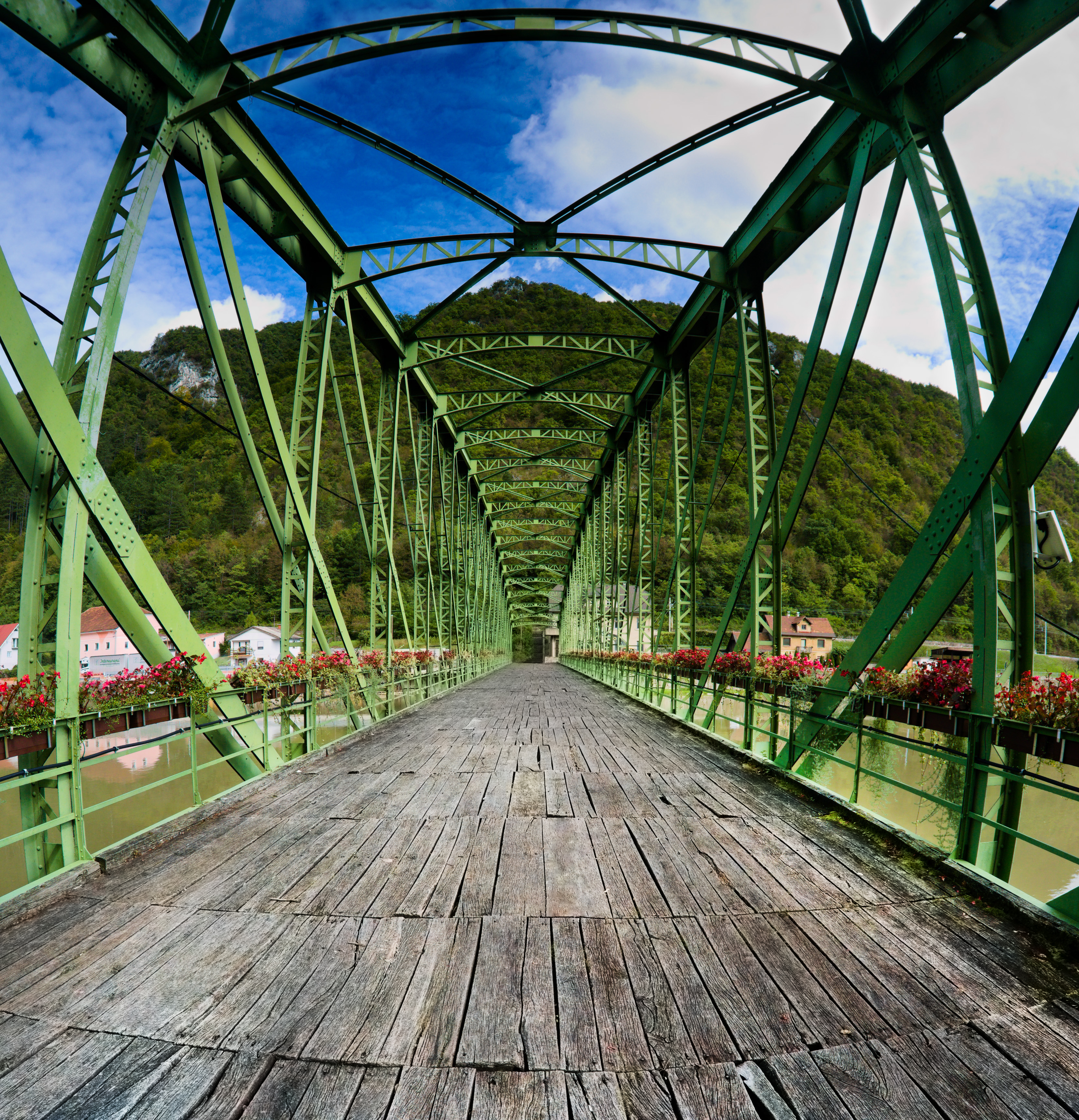
Železný most přes Sávu

## Památky
- Kostel sv. Petra, dominanta města, stavba románského původu, písemně zmíněna k roku 1338, v 19. století nahrazena novostavbou, věž v patrech dostavěna v 18. století
- Nový dvůr (Weixelstein), hrad se 4 nárožními bastiony z 15. století, severovýchodně od obce; radikálně přestavěný na přelomu 19. a 20. století; nyní slouží jako polepšovna
- Železný most, přes řeku Sávu, dlouhý 84 metrů, projektoval ho český architekt Jan Vladimír Hráský a postavila firma Ignaz Gridl v roce 1894

## Turistika
- Vory, dříve sloužily vorařům ke splavování dřeva po řece do zdejší papírny, nyní turistický rafting, v přístavu je škola raftingu